# Lequeitio
Lequeitio (oficialmente en euskera: Lekeitio) es un municipio y localidad de la provincia de Vizcaya, en la comunidad autónoma del País Vasco, España. Situado en la comarca de Lea Artibai y cuenta con una población de 7228 habitantes (INE 2017). Ostenta los títulos de «Noble y Leal Villa». Situada a orillas del golfo de Vizcaya en la cornisa cantábrica, Lequeitio tiene un paisaje adornado con la isla de San Nicolás y la ría del Lea, con dos amplias playas que hacen que la tradicional fuente económica, la pesca, sea sustituida por el turismo. La extensión del municipio es de 1,90 km².

## Toponimia
La etimología del topónimo Lequeitio tiene varias hipótesis. En la obra Descripción sumaria de la villa de Lequeitio de Eustaqui Delmas publicada en 1740 se dice que Lequeitio procede e del término vasco lekuitua que se puede traducir como 'lugar ahogado'. Ocamica y Goitisolo recoge esta interpretación y la de Leku-itxo, 'lugar cerrado', aunque las desdeña por no ser acordes con las características geográficas de Lequeitio. Justo Garate, en XIII contribución al diccionario vasco, sugiere que puede derivar de legerio (una variedad de castaño) al igual que Legeridio, Lekerika o Lekeriaga.
Alfonso Irigoien, experto en toponimia vasca, señala una procedencia latina desde el nombre propio Nicetium por los cambios de la 'n' latina a la 'l' vasca y la permanencia del carácter oclusivo de la 'c' que pasa a ser 'k' haciendo factible la secuencia 'Nicetium' a 'Lekeitio'.
Urdiola, citado por Ocamica, descomponía 'kai', muelle o sitio donde fondean las embarcaciones, y 'le' o 'la', arena, es decir, puerto de arena. Otra posibilidad es que derive de Lea-kai-tio, siendo 'kai' muelle y, por extensión, puerto. Sabino Arana también apuntó a Lea-kai-tio con el significado de puerto del Lea, que es el nombre de la ría de la villa.

## Símbolos
En el escudo de armas de la villa figura la siguiente leyenda: «Reges debellavit horrenda cette subjecit terra marique potens Lequeitio» («Lequeitio potente por tierra y por mar captura reyes y horrendos cetáceos») y está compuesto por una torre en la que hay dos personajes y frente a la cual se muestra la caza de una ballena por un bote. A la izquierda de la torre figura un árbol, probablemente un tejo (Taxus baccata), con dos lobos a sus pies.

## Historia
La presencia humana en el territorio de la villa de Lequeitio se remonta a la prehistoria y está documentada por los restos hallados en el yacimiento de la cueva de Lumentza. Estos restos abarcan un período que va desde el Paleolítico Superior hasta la romanización, algunos indicios indican que la cueva pudo estar habitada en el período Auriñaciense. Este yacimiento fue estudiado por Telesforo de Aranzadi y José Miguel de Barandiarán durante la década de 1930. También hay hallazgos, menos interesantes, en el yacimiento de Santa Catalina donde debió asentarse una comunidad recolectora de mariscos.
Hay indicios de asentamiento de época romana datada entre finales del siglo I y principios del siglo V.
En 1325, María Díaz de Haro, señora de Vizcaya, fundó la villa de Lequeitio y le otorgó su carta puebla dotándola de los fueros correspondientes y de unos límites concretos. La no aceptación de los límites otorgados por la Señora de Vizcaya por los vecinos de las anteiglesias que rodeaban la villa, pertenecientes a la llamada Tierra Llana de Vizcaya, dio lugar a muchos conflictos.
En 1334, el rey Alfonso XI confirmó la carta puebla y el fuero otorgado a la villa y ordenó levantar las murallas. El fuero otorgado a la villa de Lequeitio le permitía, entre otras cosas, la elección de su órgano de gobierno, el Concejo, con sus correspondientes regidores y alcalde.
Una particularidad del fuero de Lequeitio era que la villa era copropietaria de los bienes de la iglesia de Santa María al tener otorgado su patronato. Esto le permitía administrar sus rentas y designar a los clérigos. Desarrollaron las ordenanzas municipales que están consideradas como las más antiguas del Territorio Histórico vizcaíno. Estas ordenanzas regulaban la convivencia entre los vecinos de Lequeitio. También establecían derechos y privilegios referidos a la navegación y a la pesca. Esto dio lugar al desarrollo del transporte marítimo y, a su sombra, la realización de actos de piratería con participación de la patente de corso.

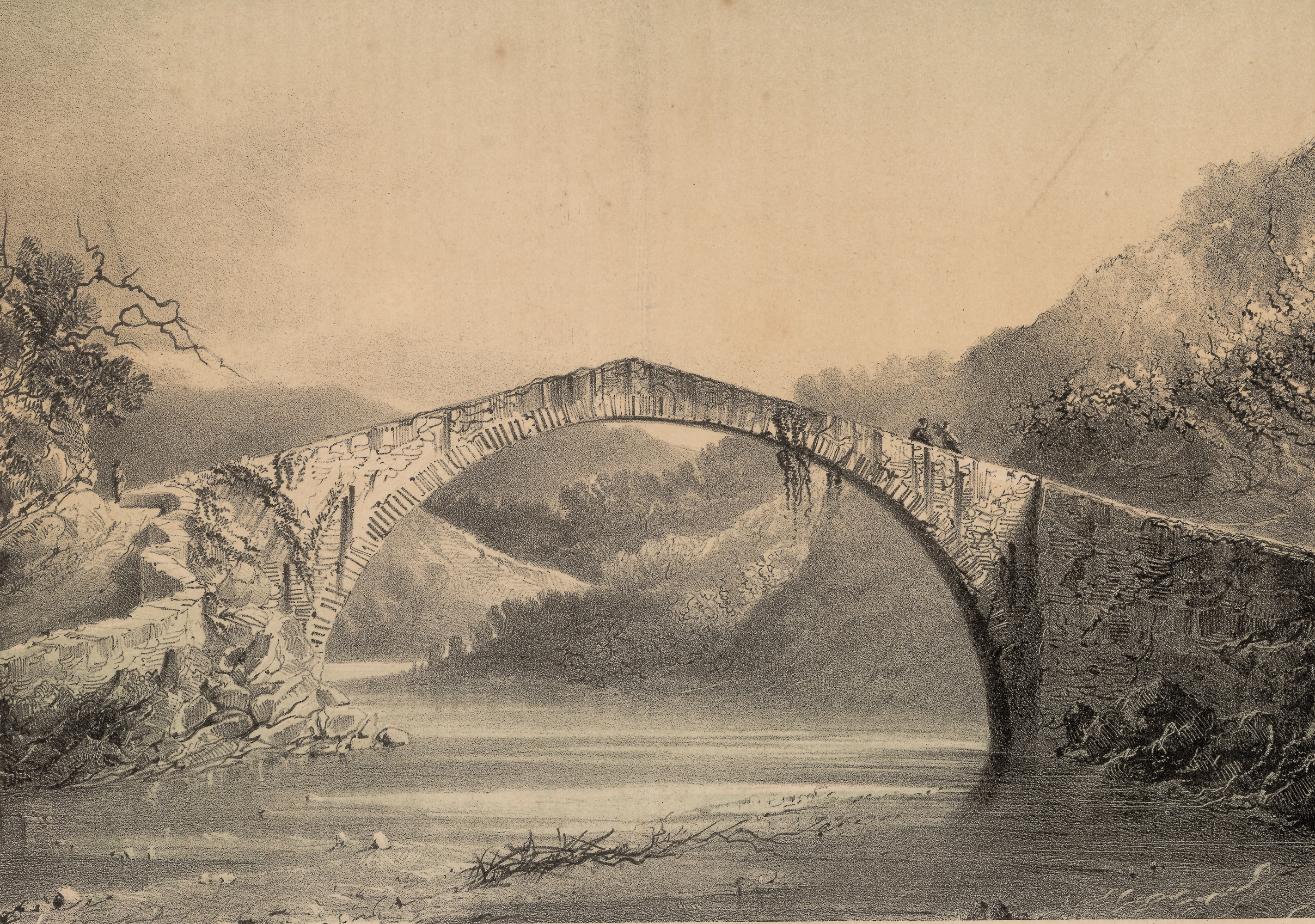
Litografía del Puente de Yzurga en Lequeitio, obra de Pedro Pérez de Castro, siglo

La pesca fue una actividad fundamental en el villa desde su creación. La organización de la actividad pesquera estaba regulada por las ordenanzas de mareantes y controlada por la Cofradía de pescadores de San Pedro. Tan importante era esta que tenía el derecho de elegir un alcalde que ejercía junto a un elegido por el resto de la población de la villa.
El desarrollo de las actividades marítimas favoreció el establecimiento de toda una industria dedicada a la construcción y reparación naval, cuyos últimos restos se pueden apreciar aún a comienzos del siglo XXI.
Para el año 1381 ya existía un puerto que, entonces, estaba situado en la zona de la ría del Lea. En el siglo XV se construyó el actual puerto, que sería, posteriormente reformado con la construcción de nuevos muelles y un malecón, destinado a evitar la entrada de arena. Hasta finales del siglo XIX o principios del siglo XX no se resolvería la problemática portuaria.
Al menos tres marineros originarios de esta localidad participaron en el descubrimiento de América en el barco Santa María que Cristóbal Colón utilizó en su primer viaje al Nuevo Mundo en 1492.[cita requerida]
La pesca ha sido la base economía del municipio. A partir del año 1500 hasta el 1900 Lequeitio ha sido el segundo puerto en importancia de la provincia hasta su desplazamiento por el vecino de Ondárroa. Entre las especies trabajadas destaca por su importancia la caza de la ballena, que se dio durante la Edad Media y Moderna. Tan importante fue este recurso que figura en el escudo de armas de la villa.
Entre 1922 y 1929, invitada por Alfonso XIII de España, sirvió de residencia a la última emperatriz austro-húngara, Zita de Borbón-Parma, que se alojó en el Palacio Uribarren con sus hijos.
A finales del siglo XX la escasez de capturas y los problemas con los caladeros hacen que la actividad pesquera entre en crisis. La crisis pesquera influye en los demás sectores relacionados y que le dan servicio. Sustituyendo a la pesca se desarrolla una importante actividad turística que explota el encanto de la villa y el glamour que le dio el hecho de que fuera elegida por conocidos personajes de la realeza para pasar sus vacaciones. 

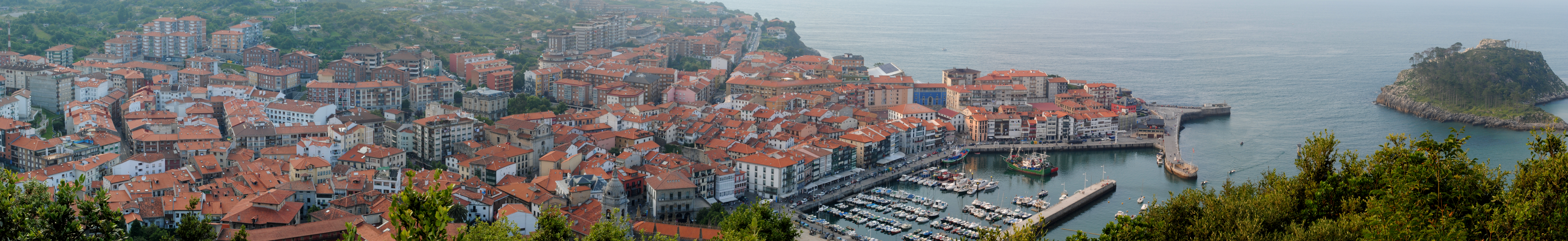
Vista general de la villa

### Rivalidad con Ondárroa
La rivalidad existente entre Ondárroa y la vecina villa de Lequeitio sobrepasa las típicas rivalidades vecinales que suelen ser habituales. En el caso de estas dos villas la rivalidad se pierde en la historia. Ya antes de su fundación los habitantes de las tierras que luego ocuparían esas villas estaban enfrentados. Las guerras banderizas, que enfrentaron a los oñacinos y gamboínos y se extendieron por los territorios históricos vascos, también sirvieron para el enfrentamiento entre los de Ondárroa y los de Lequeitio.
Los señores feudales de Lequeitio eran del bando oñacino mientras los de Ondárroa y Berriatúa gamboinos. En Lequeitio estaban las familias de Yarza y Licona (que luego pasaría a establecerse en Ondárroa) mientras que en Ondárroa y Berriatúa estaban los Arancibia. Hay testimonios, como los que da Lope García de Salazar en su libro Bienandanzas y fortunas, de conflictos bélicos entre ambas familias que eran quienes dominaban la economía de sus respectivos lugares y a quienes estaban adscritos sus habitantes.
Con la fundación de las villas de Ondarroa y Lequeitio y a causa de una indefinición de los límites surgieron problemas y pleitos entre los habitantes de ambas. El mayor pleito, que se extendió por más de 100 años, estaba relacionado con la extracción de madera de Amallo sin que se pagara impuesto alguno por parte de los lequeitianos. El pleito se resolvió a favor de los de Lequetio según sentencia que dieron en 1338 un comité de «hombres buenos» de ambas villas y que el 29 de enero de 1379 sería confirmada por el Señor de Vizcaya Juan Núñez de Lara y en 1386 y 1396 por el rey de Castilla. Unos años antes, en 1347 ya se había fallado a favor de Lequeitio en otro problema de límites que volvería a plantearse en 1374 con un resultado similar.
No solo en tierra se dieron esta clase de pleitos, también en el mar surgieron problemas, siendo ambas villas pesqueras. En la pesca de la ballena, que se solía hacer cercana a la costa con vigías en la misma, surgió en muchas ocasiones el conflicto sobre de quien había visto antes la pieza o incluso, quién se quedaba con la misma una vez herida. Sobre la pesca de la ballena hay testimonio escrito desde 1233, cuando el rey Alfonso VIII de Castilla otorga privilegios a Motrico. En 1581 hay constancia por sentencia de conflicto en la caza de una ballena entre Lequeitio y Ondárroa y el 3 de mayo de 1644 se publica una escritura de capitulación que intenta regular la caza de la ballena, en ella se dice:

que las ballenas que los mareantes de dichas villas y cofradías hubieren primero heridas, no hieran a los marineros de otra villa salvo que se le soltase, andando suelta la pueden herir y a la que tal tampoco puedan herir los de la otra villa y cofradía. Y si dicho primer heridor, cuando ha sido con la ballena, se viese en necesidad de socorro por falta de sus consortes de vecinos de su villa y cofradía para asegurar y matar las dichas ballenas así por estar los dichos vecinos lejos o por otra necesidad que les ofrezca, pidiendo el heridor primero el dicho socorro a los vecinos de la otra villa y cofradía, lo cual ha de ser por necesidad y no por su gusto se lo hayan de poder dar aquellos a quienes pidiere, ellos han de poder herir en tal caso y no de otra forma, y tirar y llevar su aprovechamiento conforme hiriesen y conveniesen.

Las ordenanzas se modifican en 1676, pero siempre surgieron problemas hasta la desaparición de las mismas.
No solo la ballena fue problemática, también hubo conflicto con las cordas que llevaron a tener que realizar unos acuerdos en 1568. La pesca de la langosta fue también fuente de conflicto y enfrentamiento que terminó en 1763 después de 14 pleitos. Los de Lequeitio instan a la prohibición de la langosta a los pescadores de Ondárroa en todo el litoral vizcaíno hasta Zumaya. Esta vez la justicia dio la razón a los ondarreses.

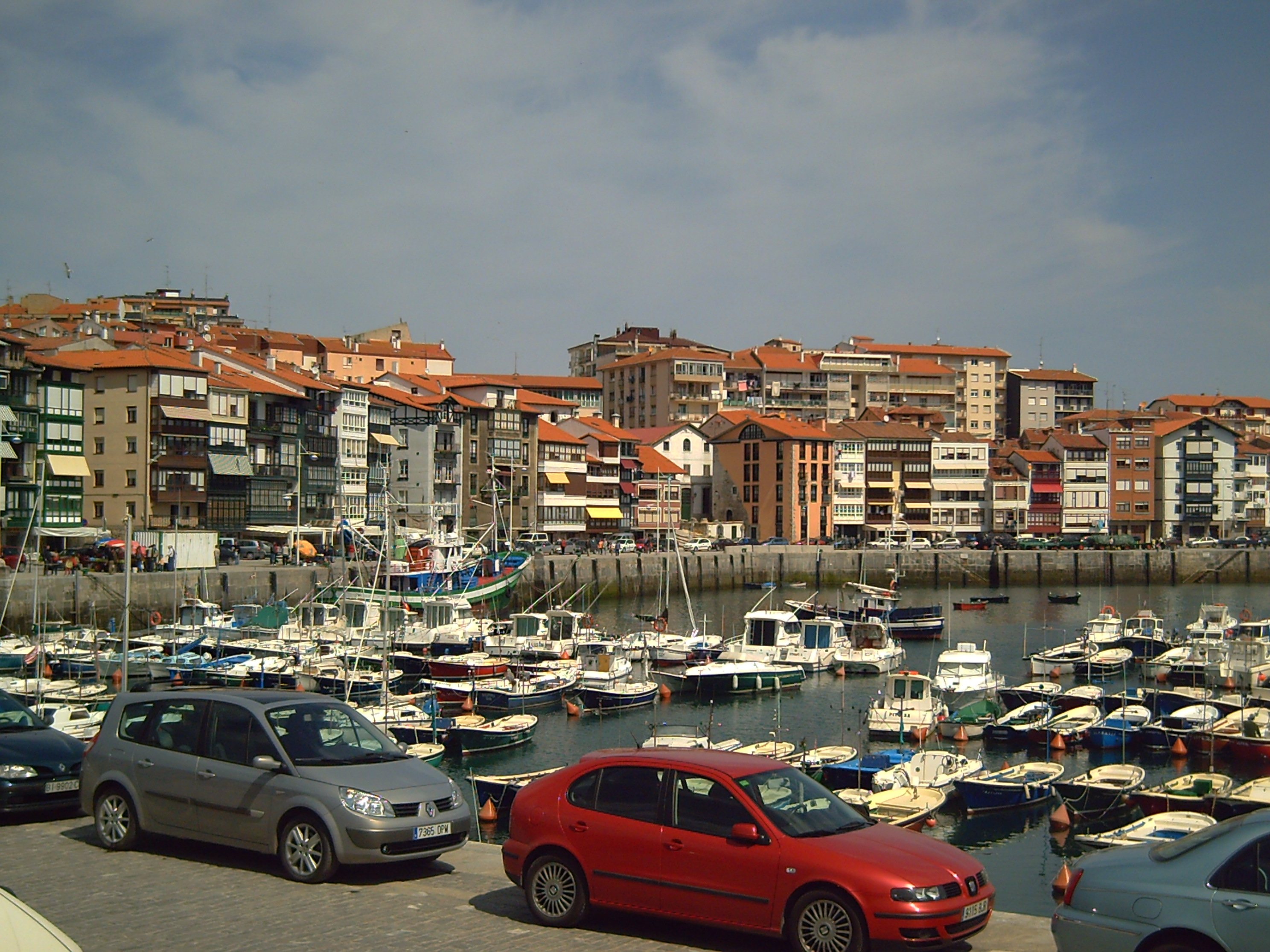
Puerto de Lequeitio

A comienzos del siglo XX el enfrentamiento se recrudece y abarca a todos los vecinos. Los hechos se contextualizan en las pruebas de regatas de 1926 y la bandera de la Concha, máximo galardón en este deporte en el País Vasco. Los acontecimientos tomaron tal cariz que tuvo que intervenir el gobernador civil llamando al orden a ambas villas y a sus gentes. Los hechos comienzan con el impedimento de los vecinos de Lequeitio de que los ondarreses pudieran traer una trainera nueva que se había encargado en esa villa. El malestar ondarrés llevó a pedir a los vecinos de Lequeitio que sus barcos no atracasen ni comercializasen productos en Ondárroa. Unos días antes de la regata de la Concha se produce una pelea en Lequeitio entre vecinos de esa villa y de Ondárroa y el día 5 de septiembre, en la regata de la Concha, el Club Deportivo Aurrera de Ondarroa gana la bandera (la regata) y se desata una serie de episodios violentos entre los vecinos de ambos pueblos, discusiones, insultos entre chóferes de los transportes que recorrían ambas localidades, gritos en el mercado contra las vendedoras de pescado de Lequeitio... pero la cosa se agrava cuando se publican unos versos en euskera que las autoridades de Lequeitio encuentran injuriosos. Los versos de José Burgoa y José Brontxe, que hacen mofa de los perdedores, son motivo de sanción por parte de la autoridad provincial. La rivalidad se mantiene viva en ambas localidades.

## Geografía
Situada en el noroeste de la comarca y en el litoral oriental de la provincia, la villa de Lequeitio se abre al mar en una pequeña bahía que tiene en su centro la isla de San Nicolás, isla a la que se puede llegar andando con la marea baja. El río Lea, que se convierte en ría en la desembocadura, separa a Lequeitio de la vecina anteiglesia Mendeja. Tanto la ría como la playa han sido aprovechados por los vecinos de la villa. En la ría ha habido, y aún queda alguno, astilleros de ribera.
Lequeitio limita con el mar al norte, y con los siguientes municipios, al sur y al oeste con Ispáster y al este con Mendeja.

### Comunicaciones
Las principales vías de comunicación son la carretera provincial BI-3405, que enlaza la villa con la carretera BI-633 que la comunica por el valle del Artibai al núcleo principal de comunicaciones, que es la carretera nacional N-634 y la autopista A-8, que la une con Bilbao (capital de la provincia a 68 km si se va por esta carretera); y por otra parte la carretera BI-2238, que une la villa costera con Guernica y Luno (a 22 km), y con Amorebieta-Echano a través de la BI-635 por el alto de Autzagane. Allí en Amorebieta-Echano, se conecta con la autopista A-8 y con la N-634. Por esta carretera, Bilbao queda a 54 km de Lequeitio. Para ir a San Sebastián, capital de la vecina provincia de Guipúzcoa (que queda a 72 km), hay que coger la carretera que va dirección a Ondárroa. La BI-633 también comunica Ondárroa por la costa, con Deva.
Desde Ondárroa se puede llegar a Lequeitio utilizando la costera BI-638. El valle del Lea queda comunicado con la villa de Lequeitio por la carretera provincial BI-3447.
Para acceder al ferrocarril hay que desplazarse hasta Guernica y Luno, Deva o hasta Matiena o Durango.

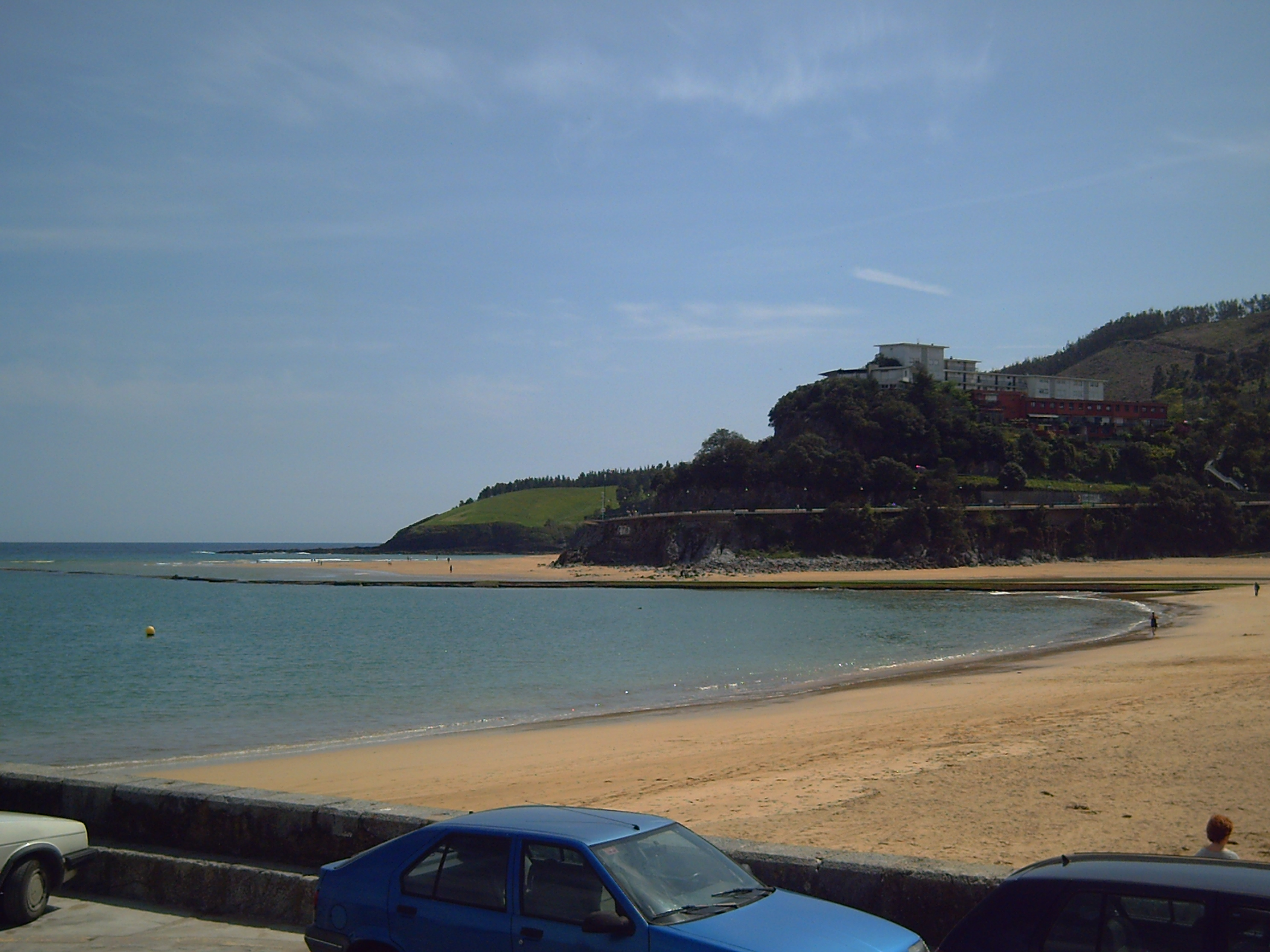
Una de las playas de Lequeitio

### Hidrografía
El río Lea, que viene desde el monte Oiz, se convierte en ría en tierras de Ispáster. La ría se ancha y da lugar a una marisma que ha ido siendo conquistada por diferentes labores humanas. Destacan la construcción naval, en pequeños astilleros de ribera y un molino de mareas (hoy desmantelado).
La pequeña extensión del municipio no da para que haya muchos accidente hidrográficos, los más relevantes son las playas, ambas a ambos lados del Lea, una de ellas, la de Carraspio, pertenece al municipio de Mendeja mientras la otra, la de Isunza, es de Lequeitio, pero de ambas, así como del río, han hecho uso siempre los de Lequeitio.

### Orografía
La villa de Lequeitio se asienta en las laderas de los montes Otoio, de 399 m de altitud, y Lumentza, que descienden hacia el mar. El territorio es montañoso y bastante rocoso excepto en el valle del río Lea que abre un tajo entre los diferentes montes salvado por un airoso puente. La costa es acantilada con la excepción de la bahía formada por el Lea y la isla de San Nicolás.

## Demografía
Lequeitio cuenta con una población de 7163 habitantes (INE 2024).
| Gráfica de evolución demográfica de Lequeitio entre 1842 y 2021 |
| |
| Población de derecho según los censos de población del INE Población de hecho según los censos de población del INEEn estos censos se denominaba Lequeitio: 1842, 1857, 1860, 1877, 1887, 1897, 1900, 1910, 1920, 1930, 1940, 1950, 1960, 1970 y 1981 |

### Economía
La economía de la villa de Lequeitio siempre ha estado ligada al mar. La pesca ha sido su base y motor. En algún tiempo el transporte marítimo también fue una relevante entrada de ingresos. Alrededor de la pesca y el mar se han surgido un buen número de industrias auxiliares y conserveras.
El sector primario la pesca ha venido siendo la base económica del municipio. La escasa extensión del término municipal impide otras actividades de este sector, aunque hay algún caserío que practica una agricultura de autoconsumo.
El sector secundario ligado a las actividades marinas mantiene dos industrias conserveras y algunas de reparación de barcos.
El sector servicios con base en el turismo y en la hostelería es el sector con más auge y el que está llamado a ser el nuevo motor económico. En cuanto a los servicios a los ciudadanos se cubren en lo básico en la misma población teniendo que acudir a las poblaciones más importantes de los alrededores, como Durango o Guernica e incluso a la capital para solventar algunas necesidades.

## Administración y política
| Partido político                                              | 2023  | 2023  | 2023       | 2019  | 2019       | 2015  | 2015       | 2011  | 2011       | 2007        | 2007        | 2003  | 2003       | 1999  | 1999       |
| Partido político                                              | Votos | %     | Concejales | %     | Concejales | %     | Concejales | %     | Concejales | %           | Concejales  | %     | Concejales | %     | Concejales |
| Euskal Herria Bildu (EH Bildu)-Bildu                          | 2021  | 53,54 | 7          | 46,89 | 6          | 55,57 | 8          | —     | —          | —           | —           | —     | —          | —     | —          |
| Euzko Alderdi Jeltzalea-Partido Nacionalista Vasco (EAJ-PNV)  | 1786  | 43,48 | 6          | 49,74 | 7          | 35,31 | 5          | 60,28 | 9          | 63,75       | 9           | 36,97 | 5          | 44,09 | 6          |
| Partido Socialista de Euskadi-Euskadiko Ezkerra (PSE-EE PSOE) | 32    | 0,77  | 0          | 0,89  | 0          | 0,74  | 0          | 1,87  | 0          | 1,67        | 0           | 1,05  | 0          | 0,09  | 0          |
| Partido Popular del País Vasco (PP)                           | 12    | 0,29  | 0          | 0,49  | 0          | 1,11  | 0          | 1,87  | 0          | 3,23        | 0           | 1,86  | 0          | —     | —          |
| Aralar                                                        | —     | —     | —          | —     | —          | 6,17  | 0          | —     | —          | —           | —           | —     | —          | —     | —          |
| Eusko Alkartasuna (EA)                                        | —     | —     | —          | —     | —          | —     | —          | 29,74 | 4          | 27,36       | 4           | 20,51 | 3          | 22,06 | 3          |
| Ezker Batua-Berdeak (EB-B)                                    | —     | —     | —          | —     | —          | —     | —          | 4,47  | 0          | 2,07        | 0           | 0,18  | 0          | —     | —          |
| Euskal Herritarrok (EH)-Herri Batasuna (HB)                   | —     | —     | —          | —     | —          | —     | —          | —     | —          | Ilegalizado | Ilegalizado | 38,34 | 5          | 30,54 | 4          |

## Cultura

### Patrimonio

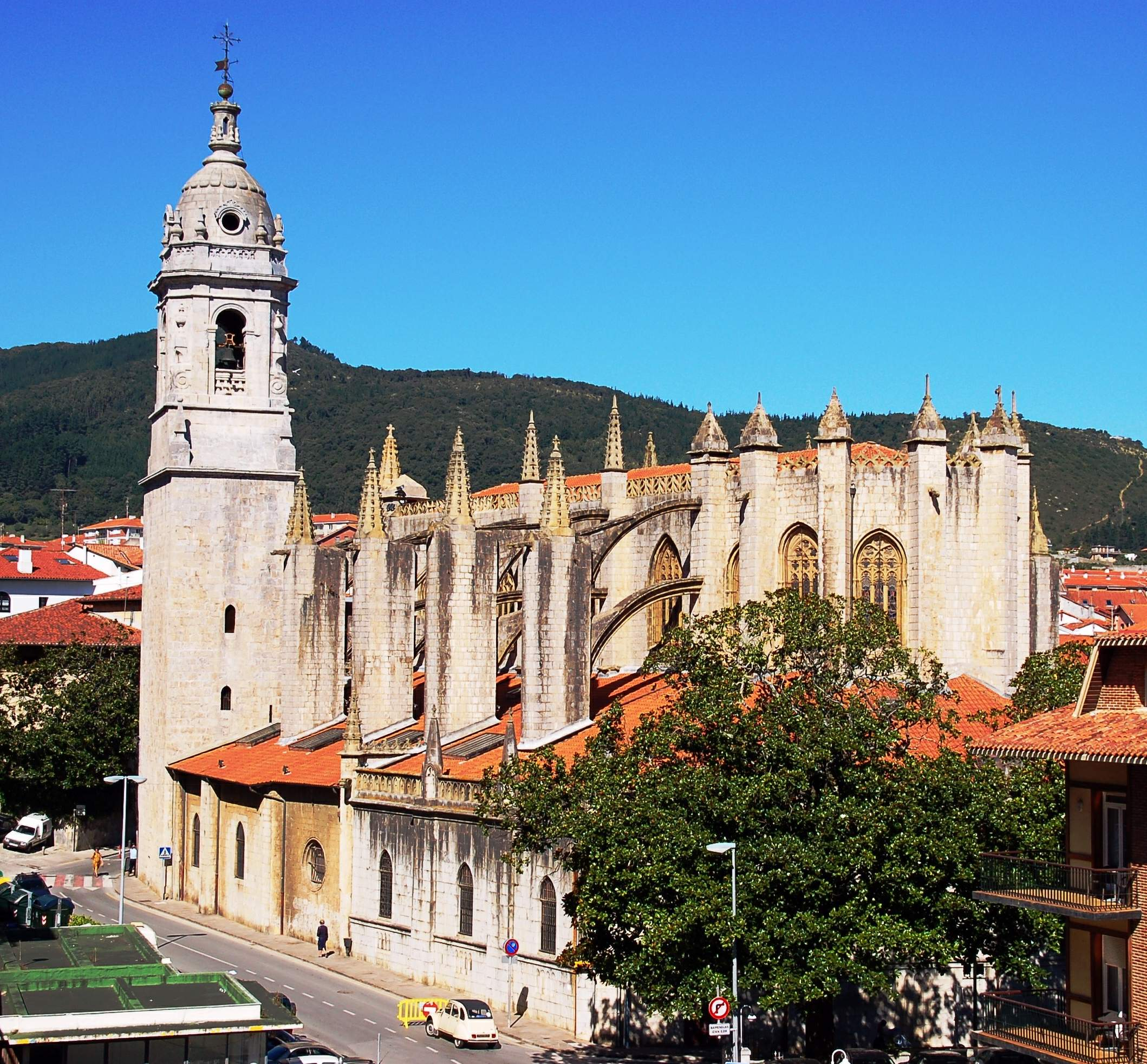
Basílica de la Asunción de Nuestra Señora

El casco urbano de Lequeitio conserva aún la traza medieval. Se han encontrado restos de las viejas murallas en varios puntos de la villa que determinan con exactitud el perímetro original. Entre sus edificios destacan los siguientes:

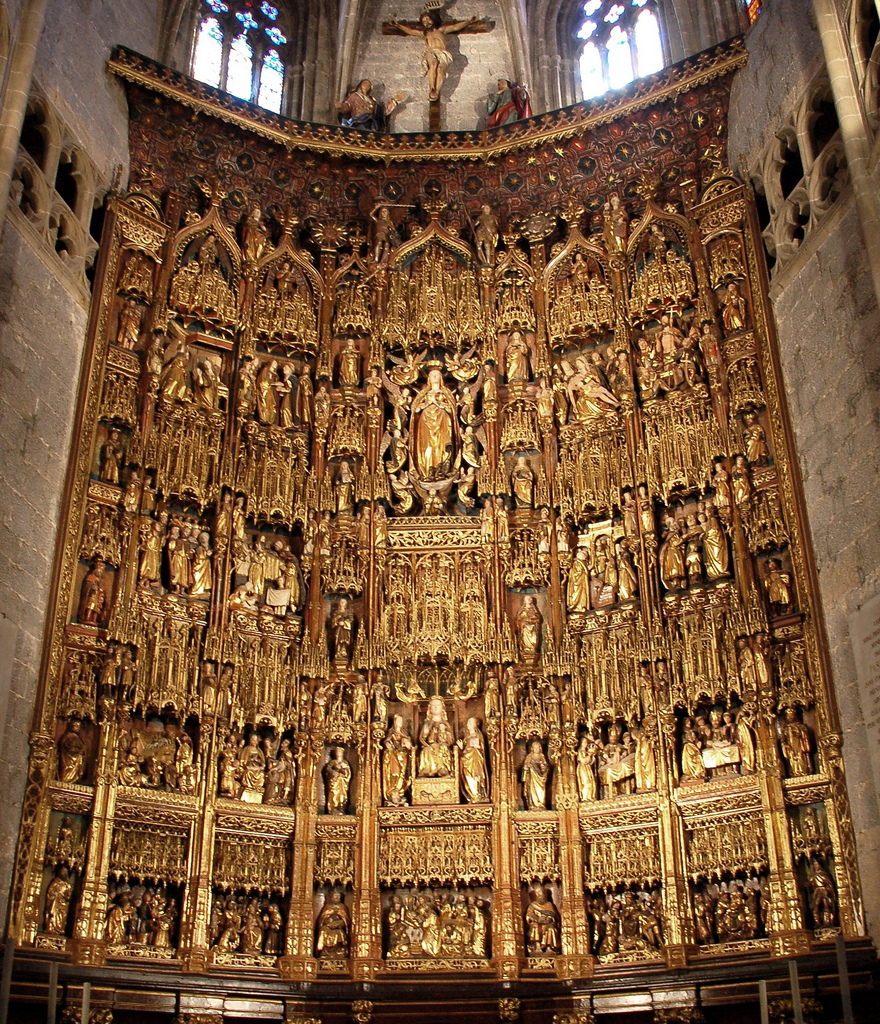
Retablo mayor gótico de la basílica de la Asunción

- Basílica de la Asunción de Nuestra Señora data del siglo XV y es una relevante construcción gótica tardía declarada Monumento Nacional. Destaca su exterior, y en especial la fachada occidental, y su magnífico retablo gótico flamenco del siglo XVI, considerado de los mejores de Vizcaya; así como una talla mariana de la Virgen de la Antigua del siglo XII, en su propio retablo barroco.
- Ayuntamiento, del siglo XVIII es un típico edificio barroco destinado a sede del concejo.
- Torre Turpin, del siglo XVI realizada en estilo de transición del gótico al renacentista.
- Palacio Uriarte, del siglo XVII es un palacio barroco construido rodeando una torre anterior. Es Monumento Nacional.
- Torre Zahar, es el edificio más antiguo de la villa. Está rodeado por el palacio Uriarte que se acaba de citar
- Palacio Uribarria, del siglo XVIII.
- Muralla corta fuegos del siglo XV destinada a proteger a la villa de los numerosos incendios que sufría.
- Playa de Ondarzábal: barco pesquero de mediados del siglo XX, que en la actualidad ha sido remodelado y convertido en museo.

La industria naval de ribera tiene como referente el astillero Mendieta, nominado a ser incluido dentro del inventario general del patrimonio cultural vasco, con la categoría de Monumento. Esta instalación está situada en la orilla izquierda del río Lea y consta de un muro de mampostería sobre el que se erigen dos edificaciones, una de ellas dedicada a la construcción naval de donde parten las rampas que conectan con el río.
En el año 2016 se halló en la cueva Armintxe una colección de grabados rupestres datada en el neolítico. Más de cincuenta figuras entre las que se hallan 18 caballos, 5 caprinos, 2 bisontes, 2 leones y 4 cuadrúpedos indeterminados. La técnica usada es la del grabado y el conjunto de figuras es de los más relevantes de Vizcaya.

### Fiestas
En Lequeitio se celebran dos fiestas relevantes: las de San Pedro y las patronales de San Antolín.
- San Antolines

Las fiestas patronales son en honor del patrón de la villa, San Antolín, y se celebran del 1 al 8 de septiembre. Entre todos los actos que se realizan destaca el de los Gansos.
Este acto se suele realizar el día 5 y consiste en mantenerse el máximo tiempo posible agarrado a un ganso que cuelga de una cuerda que cruza el puerto de un muelle a otro. La cuerda tiene un extremo fijo y en el otro hay un grupo de hombres que tiran de ella para levantarla y aflojan para bajarla. En la mitad de la misma se cuelga un ganso embadurnado de grasa (antiguamente el ave estaba viva). hay varios equipos participantes, todos ellos tiene que acercarse al lugar donde esta el ganso y un miembro del equipo agarra al ave por el cuello lo más fuerte que puede. La barca abandona el lugar y el grupo de tierra, que tienen el extremo de la cuerda, tira con fuerza haciendo subir al participante agarrado al cuello del ganso. Una vez arriba sueltan la cuerda y el participante cae al agua, seguidamente, de nuevo, se vuelve a tirar de la cuerda haciendo subir al ganso y al participante. Así hasta que el participante caiga al soltar el ave o el cuello de esta se rompa. Aquel que más alzadas aguante es el que gana.
En 2014 se probaron varios gansos de goma para evaluar una posible sustitución de los gansos muertos usados hasta entonces.
Este acto se viene celebrando dentro de las fiestas patronales desde 1877. Con anterioridad a esta fecha se celebraba dentro de los actos en honor a Nuestra Señora de agosto y a San Roque. Esta costumbre tiene una tradición documentada de tres siglos y medio, siendo probable que se practicara en rituales primitivos de épocas mucho más lejanas.
La corrida de gansos, como también se le llama, se solía realizar también en tierra, en la plaza (como aún se hace en Marquina-Jeméin). La regulación de este acto ha sufrido variaciones a lo largo de la historia. Antaño solo podían participar marineros y estaba muy regulado la velocidad a la que se accedía al lugar así como la dotación de la barca, compuesta por 12 remeros y un patrón. Si había cualquier duda de quien era el ganador se organizaba una regata que daba la vuelta a la isla.
La vestimenta que se suele utilizar es la ropa de trabajo de mahón. Antiguamente se combinaba con una camisa blanca.
- San Pedros

Casi todas las cofradías del Cantábrico tienen el nombre de santa Clara o de San Pedro. La de Lequeitio se llama San Pedro y el día dedicado a este santo se realiza su fiesta y el cambio de mayordomo de la cofradía.
La celebración de San Pedro, del día 29 de junio, día del santo, hasta de 1 de julio, comienza con una misa en honor del santo y con una procesión con su imagen. La misa se celebra en la iglesia de Santa María y de allí sale la procesión para recorrer las calles del pueblo. Cuando la imagen del santo pasa por delante de una hornacina, situada en el puerto, que contiene otra imagen de San Pedro los portadores de la imagen hacen una quiñada inclinando la imagen al lado del agua (más de una vez la imagen ha caído al agua) en petición de favores en la pesca. Esta ceremonia se llama la Kilin-kala.
Seguidamente se realiza el baile de la Kaxarranka que consiste en realizar una danza sobre un arcón sostenido por 8 marineros. El baile se repite en varios puntos del pueblo, debajo del arco de San Pedro, en la casa del presidente de la cofradía de pescadores, en la plaza y finalmente, en frente al ayuntamiento.
El bailarín va ataviado de frac, con camisa y pantalón blanco. Al cuello porta un pañuelo rojo y lleva un clavel, también rojo, en la solapa. En su mano derecha lleva la chistera y en la izquierda un banderín rojo con la insignia de San Pedro.
La Kaxarranka tiene su origen en el cambio de mayordomo de la cofradía de pescadores. El mayordomo era el encargado de llevar las cuentas y gestionar la cofradía y solía ser elegido por los propios pescadores. El día 30 de junio, el siguiente a San Pedro, se realizaba el traslado de los bienes de la cofradía que solían estar guardado en una arcón de la casa del mayordomo saliente al que entraba, entre la ceremonia el cambio de mayordomo se realizaba el baile encima del arca.
La indumentaria se cambió en el siglo XVII. Anteriormente el bailarín iba vestido de San Pedro y a su lado iban otros dos hombres vestidos de San Andrés y de San Juan. Esto dio lugar a muchos conflictos con las autoridades religiosas que provocaron el cambios de vestimenta por una más civil.
El día de San Pedro se complementa con los otros dos que le siguen, el 30 de junio, al que llaman San Pedro Txiki (San Pedro Pequeño o Menor) y el 1 de julio que recibe el nombre de San Pedro Beltza (San Pedro Negro).